# Faridkot (furstendöme)

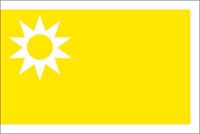
Flagga för furstendömet Faridkot.

Furstendömet Faridkot grundades av Hamir Singh 1763, och styrdes sedan av hans ättlingar i den rajputiska Jaisaldynastin. 
Statsreligionen var sikhism och rikets yta 1 652 kvadratkilometer. Kapura, en ättling till Jaisal, grundaren (1156) av furstendömet Jaisalmer, skapade 1643 furstendömet Kot Kapura, som senare uppdelades i 
1. ett furstendöme som 1807 erövrades av sikhernas furstendöme Lahore, och
2. Faridkot, som utgjorde återstoden av ursprungliga Kot Kapura.

Rajan av Faridkot förblev lojal mot britterna under de båda sikhkrigen, och tillerkändes därför ytterligare territorier av de segrande britterna. Numera är furstendömet fullt inlemmat i den indiska delstaten Punjab.

## Regentlängd
| Titel    | Regeringsperiod | Namn               |
| -------- | --------------- | ------------------ |
| Sardar   | 1763–1782       | Hamir Singh        |
| Sardar   | 1782–1798       | Mohr Singh         |
| Sardar   | 1798–1804       | Kharat Singh       |
| Sardar   | 1804            | Dal Singh          |
| Sardar   | 1804–1826       | Ghulab Singh       |
| Sardar   | 1826–1827       | Attar Singh        |
| Sardar   | 1827–1846       | Pahar Singh        |
| Raja     | 1846–1849       | Pahar Singh        |
| Raja     | 1849–1874       | Wazir Singh        |
| Raja     | 1874–1898       | Vikram Singh       |
| Raja     | 1898–1906       | Balbir Singh       |
| Raja     | 1906–1918       | Balbir Indar Singh |
| Maharaja | 1918–1918       | Balbir Indar Singh |
| Maharaja | 1918–1947       | Har Indar Singh    |